# Desa Sukanagalih (administrativ by i Indonesien, lat -6,70, long 107,05)
Desa Sukanagalih är en administrativ by i Indonesien.   Den ligger i provinsen Jawa Barat, i den västra delen av landet, 60 km söder om huvudstaden Jakarta.